# بيلي غلوفر
بيلي غلوفر (بالإنجليزية: Billy Glover)‏ (29 أكتوبر 1896 في المملكة المتحدة - 1 يناير 1962) هو لاعب كرة قدم بريطاني (وحمل سابقاً جنسية المملكة المتحدة لبريطانيا العظمى وأيرلندا) في مركز الهجوم. لعب مع نادي ساوثبورت وWigan Borough F.C. ‏.